# Roccamorice
Roccamorice è un comune italiano di 848 abitanti della provincia di Pescara in Abruzzo. Faceva parte della comunità montana della Maiella e del Morrone.

## Geografia fisica
Roccamorice è posto a 520 m s.l.m. su di uno sperone roccioso che separa le valli dei fiumi Lavino e Avinello, nel versante nord-occidentale della Maiella, lungo una strada regionale che da Scafa risale il massiccio fino a Maielletta-Blockhaus.

## Storia

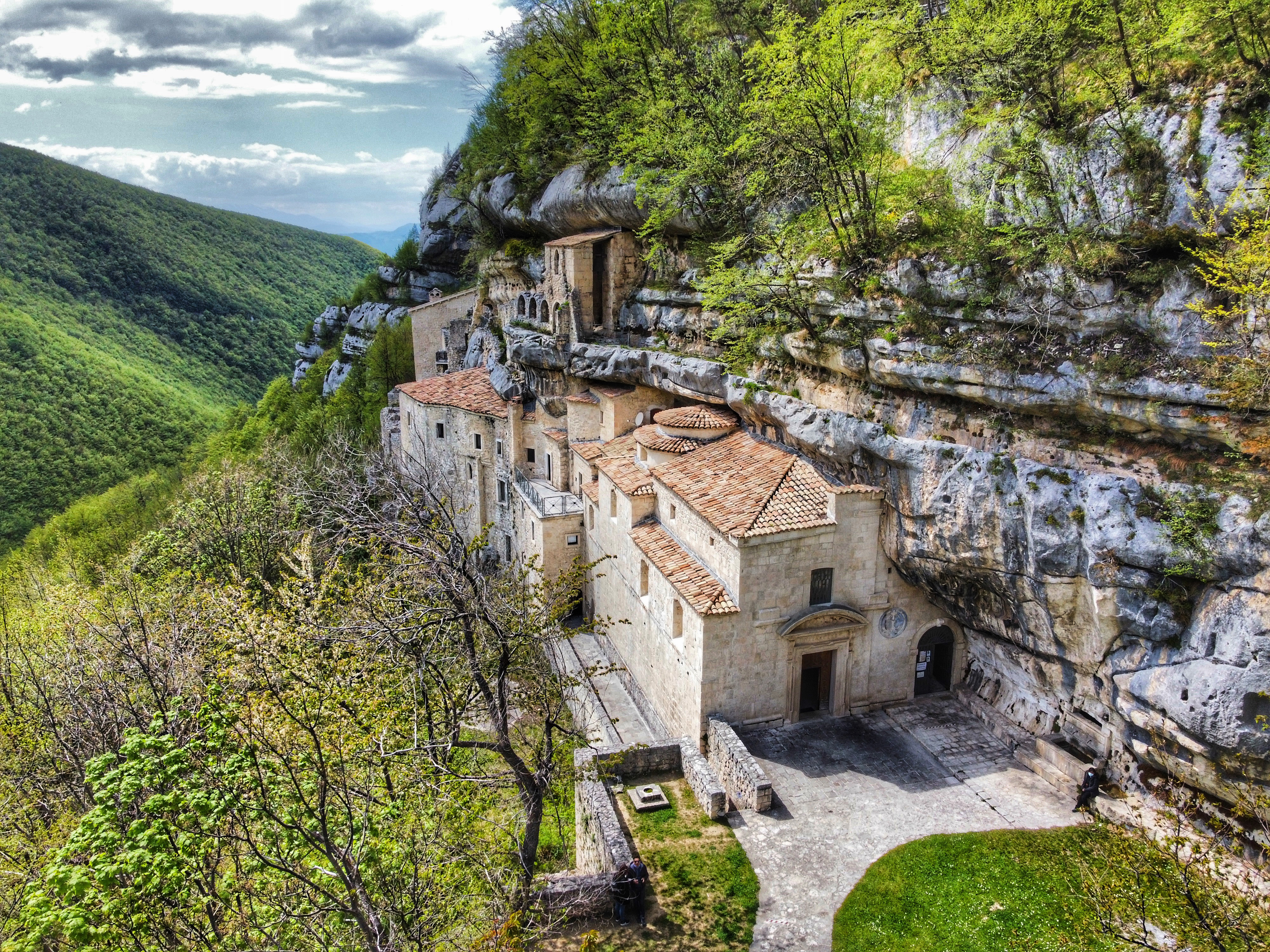
Eremo di Santo Spirito a Maiella

Non ci sono fonti certe sull'origine dell'insediamento di Roccamorice, sebbene si ritiene essere antecedente all'anno 1000. Nella Cronica Monasterii S. Bartholomei de Carpineto nel 1066 appare come "Rocca Morica", mentre in altre fonti viene citata come "Rocca Mauritii".
Il Catalogus baronum nel 1173 la riporta come feudo di Boemondo, conte di Manoppello, mentre nel 1316 è posseduta da Rainaldo di Letto, nel 1354 da Antonio di Letto, nel 1385 da Napoleone Orsini di Manoppello e nel 1412 passa a Filippo Valignano, famiglia chietina che governerà il paese fino al 1741, quando diventerà possedimento dei baroni Zambra, sempre di Chieti.
Nella prima metà del 1200, è nota la presenza nel territorio di padre Angelerio, futuro papa Celestino V.

## Monumenti e luoghi d'interesse

### Architetture religiose

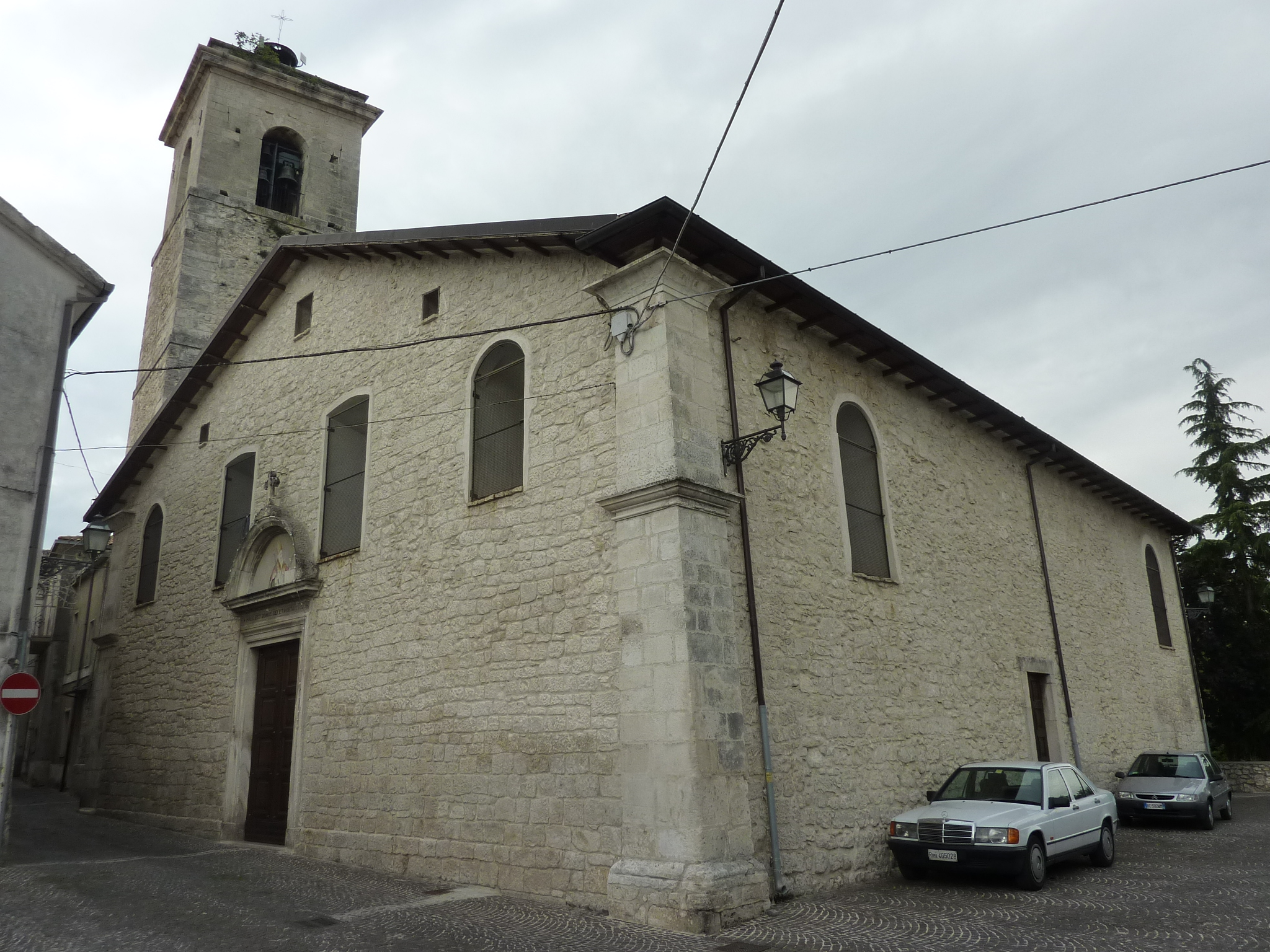
Chiesa parrocchiale di San Donato
Chiesa del XIV secolo, restaurata nel XVII secolo. L'esterno ha copertura in pietra della Maiella, con facciata a capanna e campanile turrito. L'interno a tre navate ha colonne decorate in marmo verde e un pulpito di marmo bianco.
Chiesa del Barone
Si trova accanto alla parrocchiale ed è stata costruita nel XVI secolo dal castello medievale del borgo. Infatti la struttura è molto compatta, ricavata da un torrione tozzo e quadrato del castello, e comprende gran parte della pianta del tempio cristiano. La facciata è in stile rinascimentale, con piccolo campanile a torre.

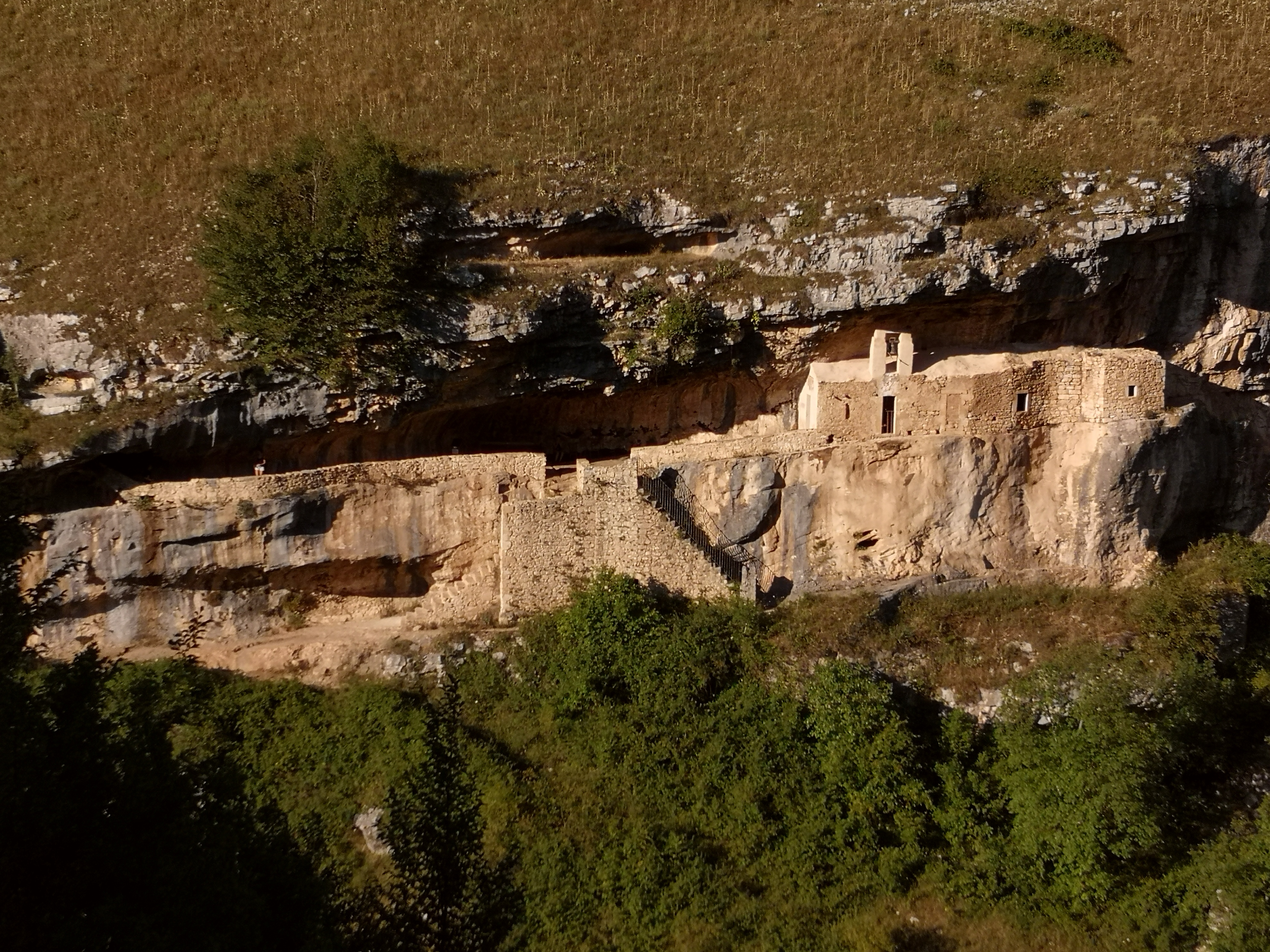
Eremo di San Bartolomeo in Legio
Si trova al confine con Abbateggio e si presume fosse abitato già nell'XI secolo da monaci eremiti. Fu abitato anche da Pietro da Morrone. L'eremo è incastonato nella Maiella, con ingresso stretto e articolato che si snoda lungo le scanalature della montagna.
Eremo di Santo Spirito a Maiella
Nel 1053 ospitò il papa Vittore III e poi nel XIII secolo Pietro da Morrone. Nel XVI secolo invece vi dimorò Pietro Santucci da Manfredonia. È più un complesso monastico che un eremo vero e proprio, dato che solo il pronao è incastonato nella roccia, con un percorso stretto da attraversare. La chiesa interna ha forme barocche.

### Architetture militari
Torre medievale
Si tratta di una torre quadrata del XII secolo, restaurata, in passato utilizzata per gli avvistamenti.

### Altro
Centro storico
Caratterizzato da case medievali e settecentesche realizzate in pietra, il centro storico inizia da via Roma, dove si trova la torre medievale, e si snoda per il corso Umberto I e per la via del Belvedere, dove si trovano le due chiese storiche principali.
Capanne a thòlos

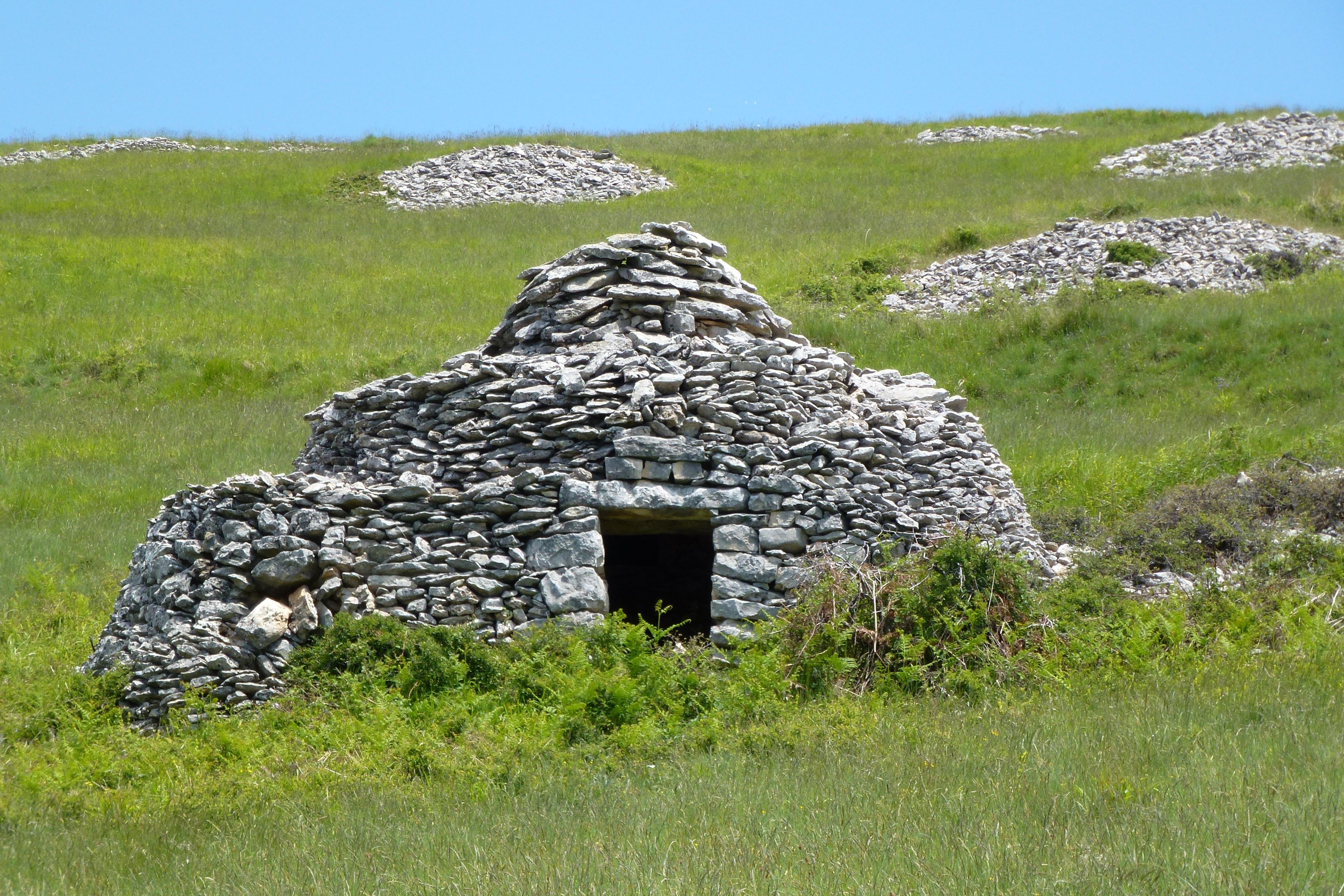
Thòlos

Si tratta di costruzioni circolari in pietra con entrata cava, facenti parte di un villaggio del Neolitico sito presso Colle Civita, al confine tra Lettomanoppello e Abbateggio. Le capanne furono utilizzate anche nel Medioevo dai pastori transumanti.
Grotta della Lupa
Situata nel parco nazionale della Maiella, è una formazione carsica di interesse speleologico, con uno sviluppo lineare esplorato di circa 1800 m.
Falesie
Nel territorio di Roccamorice sono comprese delle falesie.

## Società

### Evoluzione demografica
Abitanti censiti

## Cultura

### Musei
Oltre all'ecomuseo del Paleolitico della Valle Giumentina, vi è il centro d'arte e cultura Alberto Di Giovanni, ospitato presso la chiesa del Barone, che presenta una collezione di oltre 70 opere pittoriche.

### Cucina
La cucina di Roccamorice fa uso di prodotti dell'allevamento, come il formaggio. Tra i primi, vi sono piatti della tradizione a base di pasta, come le "cimmariche" servite col sugo piccante, i "caucioni d'orbe", ovvero con le erbe selvatiche commestibili della Maiella, quali orapi e ortiche, e i "turcinelli" cotti al forno con le interiora d'agnello.

## Amministrazione
| Periodo | Periodo   | Primo cittadino      | Partito                                   | Carica                  | Note |
| ------- | --------- | -------------------- | ----------------------------------------- | ----------------------- | ---- |
| 2008    | 2008      | Maria Di Cesare      | –                                         | Commissario prefettizio |      |
| 2013    | in carica | Alessandro D'Ascanio | Lista civica L'azione libertà e progresso | Sindaco                 |      |